# Probopyria elliptica
Probopyria elliptica là một loài chân đều trong họ Bopyridae. Loài này được Markham miêu tả khoa học năm 1992.